# Christus und Abbas Menas

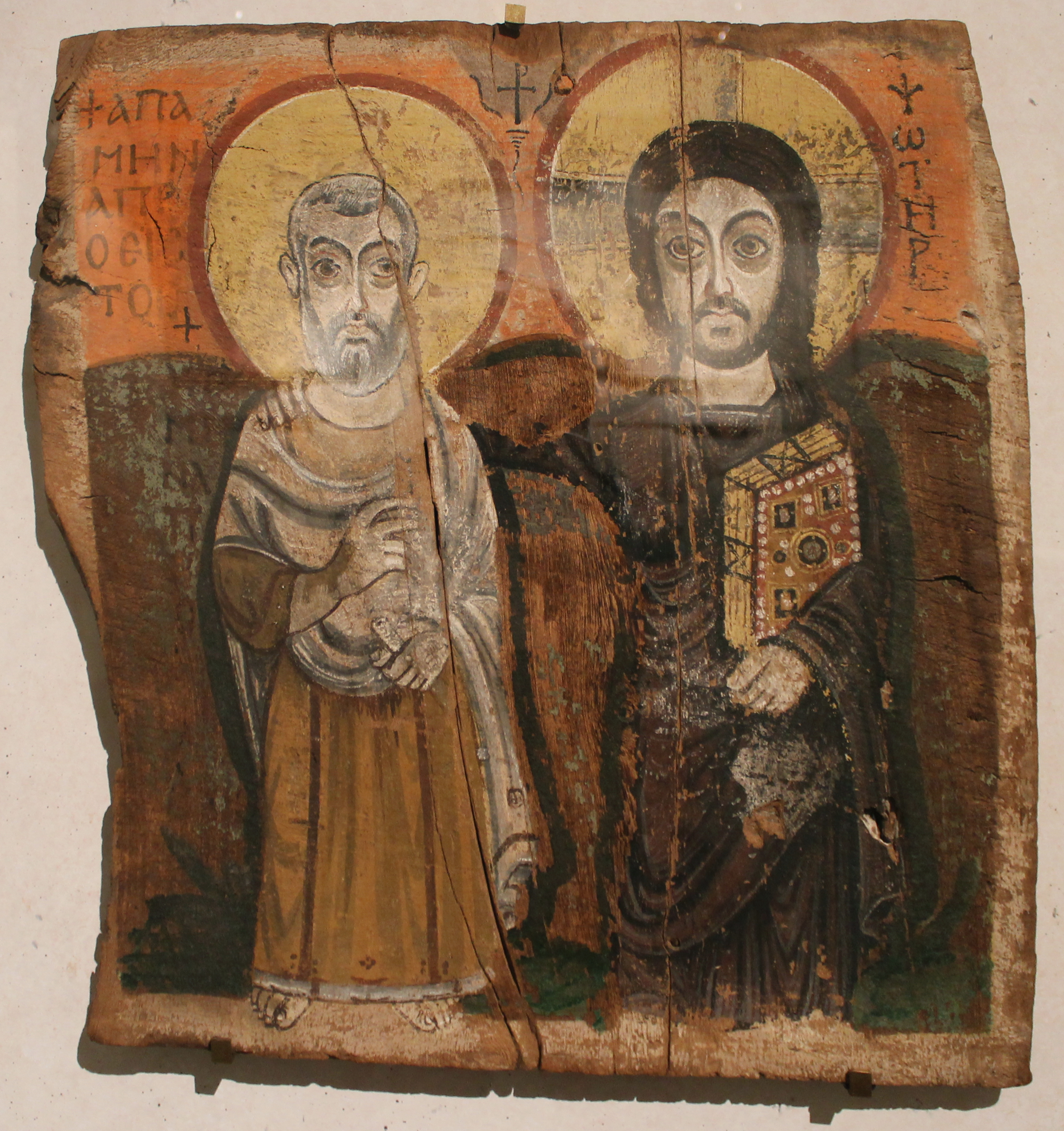
Die Ikone Christus und Abbas Menas im Louvre

Die Ikone Christus und Abbas Menas, auch bekannt unter dem Titel Jesus und sein Freund, oder Ikone der Freundschaft, ist eine koptische Ikone des 8. Jahrhunderts n. Chr. aus Bawit (bei Asyut); das Original befindet sich heute mit der Signatur E 11565 im Louvre.
Die Ikone ist 57 cm × 57 cm groß (2 cm breit) und wurde auf  Sykomorenholz gemalt.

## Auffindung
Der Ägyptologe Jean Clédat erforschte im Jahr 1900 die Ruinen des Apollon-Klosters in Bawit. Unter den Funden befand sich auch diese bemerkenswert gut erhaltene Ikone; der genaue Fundort wurde nicht dokumentiert. Ursprünglich war die Ikone wahrscheinlich dazu bestimmt, in eine Nische in der Wand eingesetzt zu werden; es gibt zahlreiche vergleichbare Heiligenikonen, die Wandnischen in ägyptischen Klosterkapellen schmückten. Die gerundeten Gewandfalten sind typisch für die koptische Malerei, während die weißen Lichteffekte auf der Kleidung und vor allem das reich verzierte Evangelienbuch in der Hand Christi byzantinischen Einfluss zeigen.
Es ist die älteste bekannte koptische Ikone. Sie gilt wegen ihrer eleganten und würdevollen Darstellung als ein Meisterwerk der koptischen Kunst im Louvre.

## Beschreibung

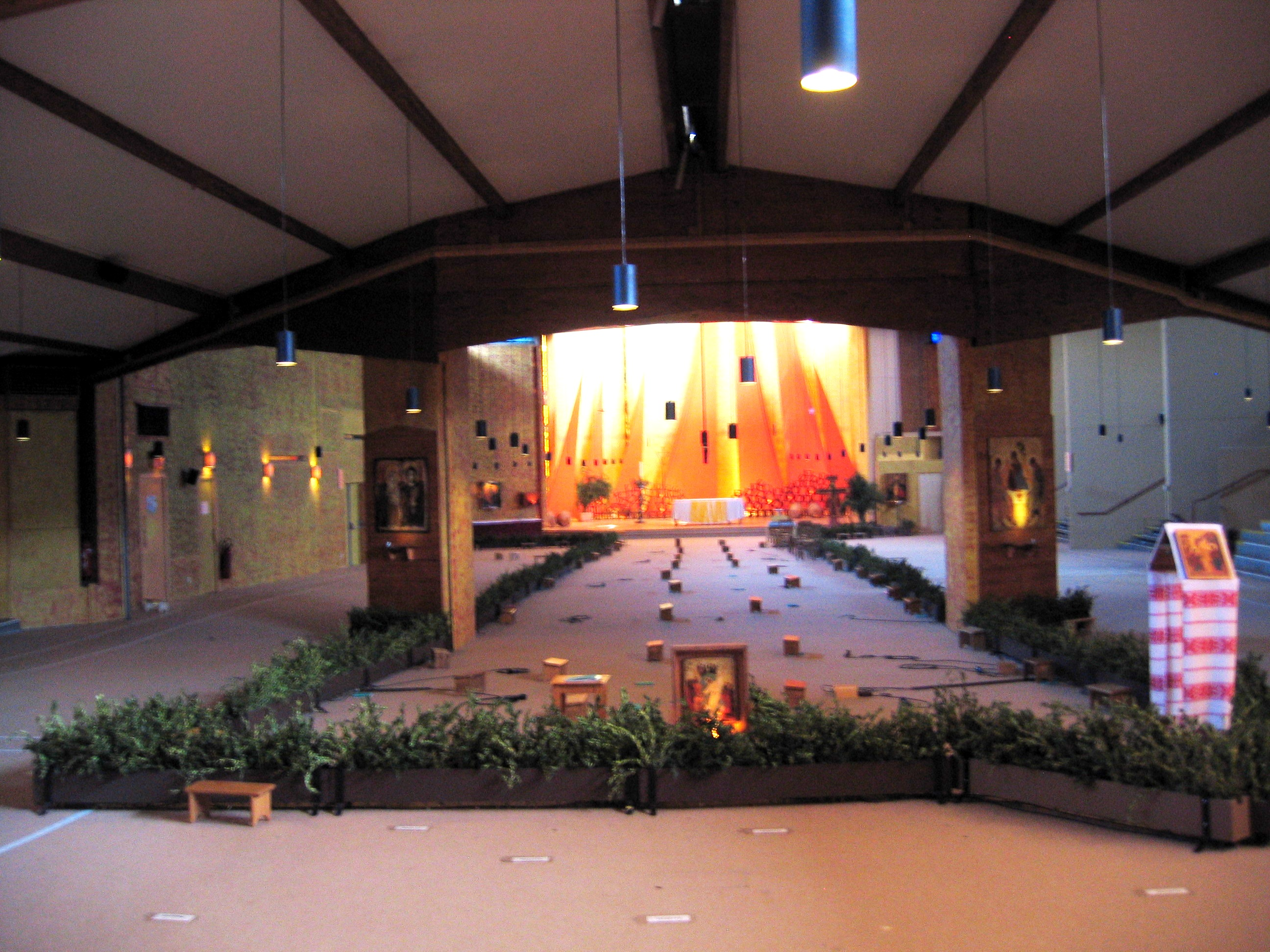
Die Ikone der Freundschaft (vorne links) in der Versöhnungskirche von Taizé

Dargestellt sind Jesus Christus mit Kreuznimbus und Menas, der Vorsteher des Klosters Bawit. Abt Menas ist mit Heiligenschein dargestellt, also schon verstorben und als heiliger Beschützer verehrt, aber nicht mit dem hl. Menas (ägyptischer Märtyrer im 3. Jh.) zu verwechseln. Beide stehen strikt frontal dem Betrachter gegenüber. Im Hintergrund ist ein Sonnenuntergang und eine Landschaft mit angedeuteter Vegetation erkennbar. Christus ist in eine Tunika und einen Umhang gekleidet, in der linken Hand hält er das Evangelienbuch, die rechte Hand hat er auf die rechte Schulter des Abbas Menas gelegt. Diese Geste symbolisiert Schutz (antikes Patron-Klient-Verhältnis), zugleich erkennt Christus den Abt damit als seinen Repräsentanten für die Klostergemeinschaft an. Der ergraute Abbas Menas hat eine Schriftrolle in der linken Hand, vielleicht die Klosterregel, während die rechte Hand zu jener Segensgeste erhoben ist, die im Pantokrator-Typos Christus selbst vollzieht.
Wie bei allen Ikonen sind die Dargestellten durch Beischriften identifiziert. Bei Christus steht am rechten Bildrand ΨΩΤΗΡ, eine spätantike Schreibweise von ΣΩΤΗΡ (SOTER), „Erlöser“, sowie oben in der Bildmitte das Christusmonogramm. Bei Abt Menas steht – ungewöhnlicherweise zweimal, nämlich sowohl im hellen, himmlischen als auch im dunklen, irdischen Bereich – ΑΠΑ ΜΗΝΑ ΠΡΟΕΙCΤΟC (APA MENA PROEISTOS), „Vater Menas, Wächter“.

## Rezeption
Bekannt wurde die Ikone der Freundschaft (l’icône de l’amitié) durch Frère Roger, den Gründer von Taizé. Er sah in der Geste des Umarmens die Freundschaft ausgedrückt, die Jesus Christus jedem Menschen anbiete (Joh 15,15 ). Eine Kopie der Ikone befindet sich in der Versöhnungskirche von Taizé. Viele Besucher von Taizé brachten Kopien dieser Ikone mit in ihre Heimatgemeinden, so dass sie zu einem Element der christlichen Alltagskultur wurde.